# Troglohyphantes vicinus
Troglohyphantes vicinus là một loài nhện trong họ Linyphiidae.
Loài này thuộc chi Troglohyphantes. Troglohyphantes vicinus được miêu tả năm 1975 bởi František Miller & Polenec.